# Kója (Wakajama)
Kója (高野町, Kójačó) je japonské město ležící na náhorní plošině Kója v okrese Ito v prefektuře Wakajama. Město je známé jako ústředí buddhistické sekty šingon. Od roku 2004 jsou některé památky na území města zapsány na Seznam světového dědictví UNESCO pod názvem Posvátná místa a poutní stezky v pohoří Kii.